# Andrej Danko

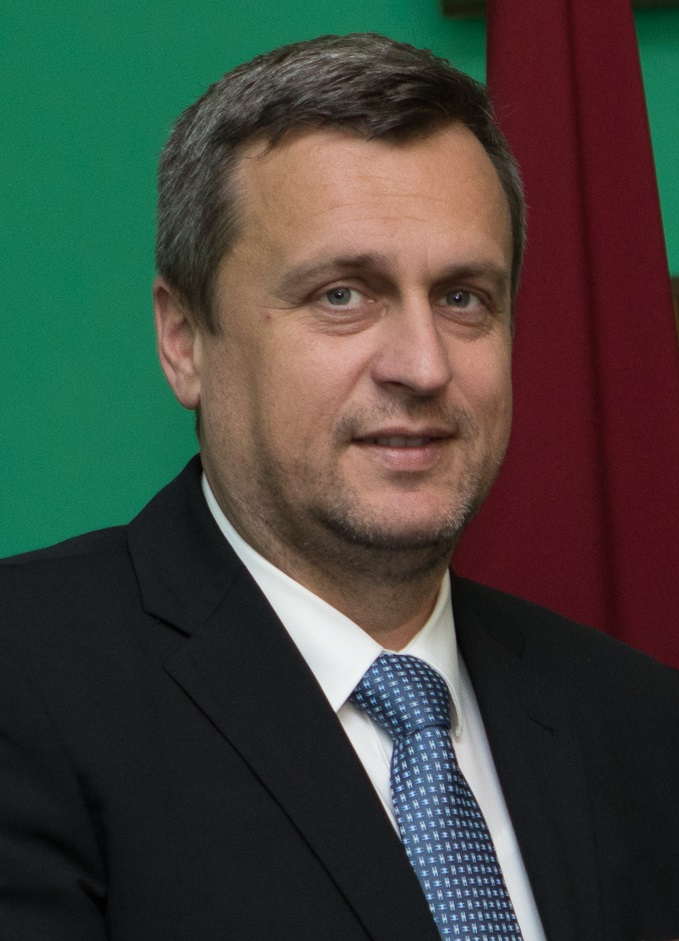
Andrej Danko (2018)

Andrej Danko (* 12. August 1974 in Revúca, Tschechoslowakei, heute Slowakei) ist ein slowakischer Jurist und Politiker. Seit 2012 ist er Parteivorsitzender der Slowakischen Nationalpartei (SNS). Nach der Nationalratswahl in der Slowakei 2016 wurde Danko slowakischer Parlamentspräsident.

## Leben
Von 1988 bis 1992 absolvierte er das Martin-Kukučina-Gymnasium in Revúca. 1998 schloss er sein Studium der Rechtswissenschaften mit dem Doktorgrad ab, von 2003 bis 2012 arbeitete Danko als selbstständiger Rechtsanwalt.
Als Sympathisant der Slowakischen Nationalpartei (SNS) war er ab 1997 Nominant der Partei verschiedenen zentralen Wahlkommissionen. Von 2006 bis 2010 wirkte er als Assistent im Nationalrat der Slowakischen Republik für die SNS-Abgeordneten, außerdem rechtlicher Konsultant der SNS und als Nominant der Partei Mitglied in der parlamentarischen Kommission. Am 25. September 2010 wurde Danko Vizevorsitzender der SNS unter Parteichef Ján Slota. Am 6. Oktober 2012 wurde er mit 153 von 156 Delegiertenstimmen zum neuen Parteivorsitzenden der Slowakischen Nationalpartei gewählt.
Nach dem Wiedereinzug seiner Partei bei der Parlamentswahl 2016 und einem Koalitionsabkommen im Rahmen der Regierung Robert Fico III wurde Danko am 23. März 2016 zum slowakischen Parlamentspräsidenten gewählt. Laut eine Umfrage der Agentur AKO (1000 Befragte vom 4. bis 10. Mai 2016) war Danko nach der Parlamentswahl der zweitvertrauenswürdigste slowakische Politiker nach Staatspräsident Andrej Kiska und vor Ministerpräsident Robert Fico.
Der slowakische Politologe Michal Horský beurteilte die Umfrageergebnisse dahingehend, dass es Danko mit seiner Politik gelungen sei das Etikett der korruptesten parlamentarischen Partei in der slowakischen Geschichte nach der Wende 1989 von seiner Slowakischen Nationalpartei zu lösen. Bei einer Umfrage der Agentur Focus (1003 Befragte vom 14. bis 20. Juni) war Danko mit einem Wert von 50,2 % der Beliebteste unter allen Parteichefs der im slowakischen Nationalrat vertretenen Parteien. Den zweiten und dritten Platz belegten der slowakisch-ungarische Politiker Béla Bugár (43,3 %) und Ministerpräsident Robert Fico (36,4 %). Nach der Affäre „Kapitän“ (siehe Abschnitt Kontroversen) fiel seine Beliebtheit jedoch von 49 % im Dezember 2016 auf 34 % im Februar 2017 zurück.

## Politische Positionen

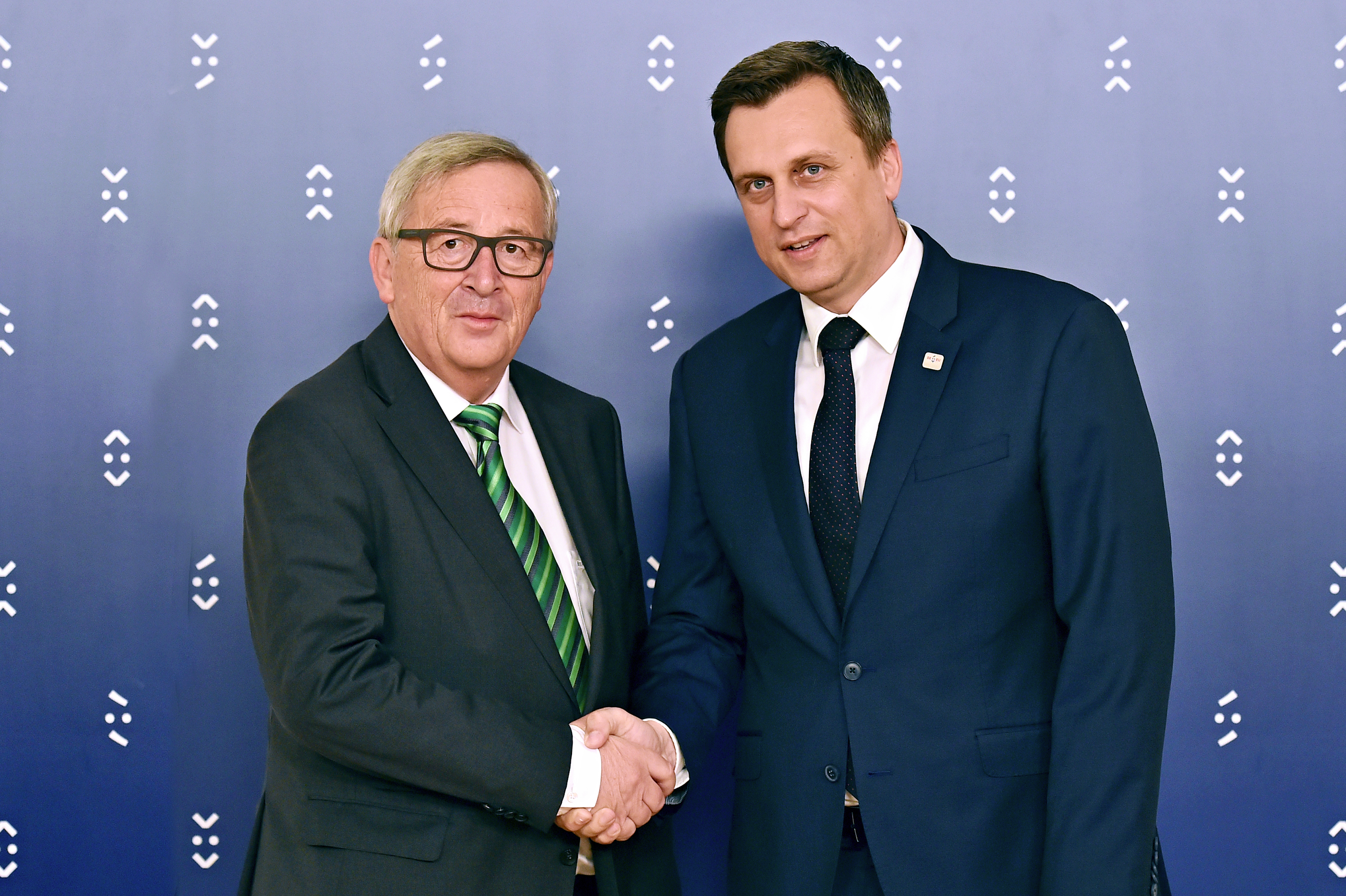
Andrej Danko mit EU-Kommissionspräsident Jean-Claude Juncker im Oktober 2016 während der slowakischen EU-Ratspräsidentschaft.

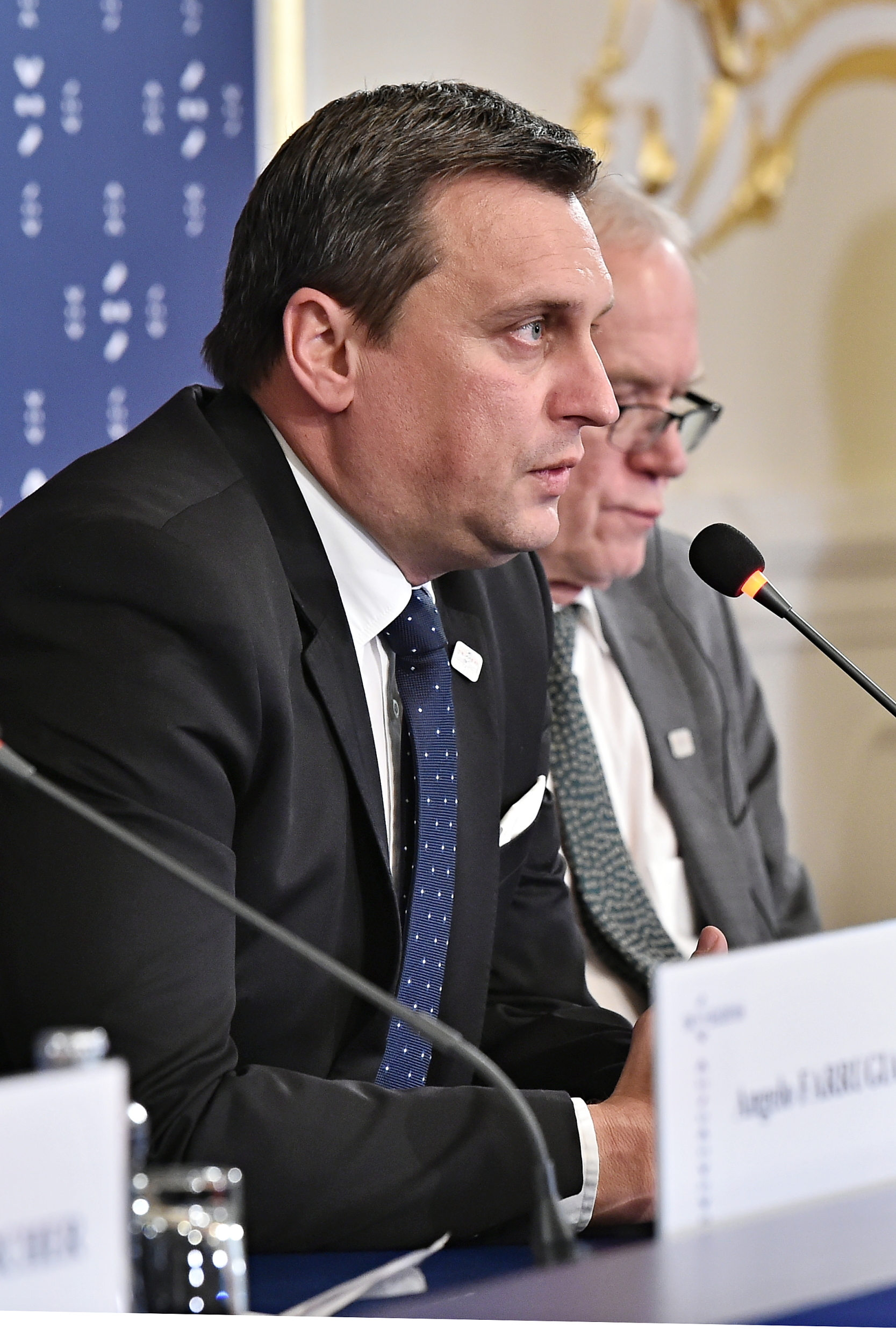
Danko bei einer Pressekonferenz im Oktober 2016.

Danko erklärte im November 2015, seine Partei setze sich dafür ein, dass „strategische Unternehmen“ in staatliche Hände kommen. Einzig ein Verfassungsgesetz könne in Zukunft dieses Interesse des Staates schützen. Außerdem unterstrich Danko, dass umliegende Staaten Anteile ausländischer Gesellschaften aufkaufen würden und nannte als Beispiel Polen und Ungarn. Polen habe laut Danko jedweden Handel mit Staatseigentum eingefroren.
Vor dem Hintergrund der Flüchtlingskrise in Europa fordert Danko von der EU einen besseren Schutz der Außengrenze vor Migranten, da es sich vor allem um junge Männer handle die vor Problemen davonlaufen würden, statt sie zu lösen. Dazu erklärte Danko im Januar 2016:

„Sie verstoßen gegen das administrative System der EU und stellen ein Sicherheitsrisiko dar. Es ist nicht von Belangen, dass sie unbewaffnet sind, es ist eine Masseninvasion. [...] Hier sind 750.000 junge Männer, die behaupten, dass sie zu Hause verfolgt werden und denken nicht daran, wie sie ihre Mütter und Frauen befreien können.“

Gleichzeitig distanzierte sich Danko von extremistischen Positionen und erklärte zur Ausrichtung seiner Partei:

„Ich will nicht, dass die SNS eine xenophobe, rassistische und nationalistische Partei ist, sondern eine stolze patriotische Partei, sogar eine republikanische Partei, welche [...] ihre Wähler locken wird, ohne extremistische Haltungen zu beziehen.“

Anfang September 2016 erklärte Danko seine Einstellung gegenüber den Rechten von LGBTI-Menschen vor Vertretern der mittel- und osteuropäischen Bischofskonferenzen:

„Ich bin stolz darauf, dass ich in einem Staat lebe, wo in überwiegenem Maße gläubige Menschen und Christen leben. [...] Ich kann ihnen versichern, dass ich politisch alles dafür tun werde, damit in der Slowakei weder die Rechte der LBGTI noch die anderer Werte umgesetzt werden. Sie werden in unserem politischen Programm oder unserer politischen Linie keine Unterstützung finden, welche gegen grundlegende christliche Prinzipien verstoßen, und das ist das Zusammenleben von Mann und Frau.“

Im September 2016 legte Dankos SNS eine Gesetzesvorlage im slowakischen Nationalrat vor, bei der die Mindestanzahl der für die Registrierung einer neuen Religionsgemeinschaft notwendigen Unterschriften von derzeit 20.000 auf 50.000 angehoben werden sollte. Danko gab zu, dass die Gesetzesinitiative sich auch gegen die „Bedrohung der Islamisierung“ richte. Ende Januar nahm der slowakische Nationalrat den Gesetzesentwurf der SNS an und überstimmte dabei ein zuvor vom parteilosen Staatspräsidenten Andrej Kiska eingelegtes Veto. Damit bleibt längerfristig ausgeschlossen, dass beispielsweise der Islam als offizielle Religion anerkannt werden kann.

## Kontroversen
Andrej Dankos Familie wird immer wieder vorgeworfen, sich während der Privatisierungswellen in den 1990er Jahren unter Ministerpräsident Vladimír Mečiar am Unternehmen Lesostav Revúca bereichert zu haben. Während der slowakische Fonds für Nationalvermögen den Wert des Unternehmens auf damals 60 Millionen slowakische Kronen schätzte, betrug der Kaufpreis der Dankos lediglich 10 Millionen Kronen.
Im Januar 2017 wurde bekannt, dass der von der SNS seit 2016 gestellte Verteidigungsminister Peter Gajdoš im September 2016 Danko zum militärischen Grad „Kapitän in Reserve“ beförderte. Diese Beförderung wurde am 29. April 2020 nach dem Regierungswechsel nach der Nationalratswahl 2020 vom neuen Verteidigungsminister Jaroslav Naď (OĽaNO) rückgängig gemacht.
Im Juli 2018 wurde Danko vom slowakischen Human Rights Institute zum „Homophoben des Jahres“ nominiert. Ausschlaggebend dazu war ein Zitat Dankos über nichtheterosexuell orientierte Menschen:

„Wenn jemand sich auf Grundlage seiner sexuellen Orientierung seines Rechtes auf Reproduktion entledigt, entledigte er sich dessen, was ihm die Natur und Gott gaben, denn wenn sich jemand für eine homosexuelle Beziehung entscheidet, dann kann er kein Recht haben Kinder zu erziehen.“

Im Januar 2019 gab eine von der Matej-Bel-Universität Banská Bystrica eingerichtete Untersuchungskommission bekannt, dass 63 der 72 Seiten von Dankos Doktorarbeit weitgehend mit fünf Vorlagen übereinstimmten.

## Privates
Danko verfügt über fortgeschrittene Fremdsprachenkenntnisse in Deutsch und Russisch. Er interessiert sich für Fußball, Laufen, Skifahren und Schach.